# Xinmin (socken i Kina, Guizhou)
Xinmin (kinesiska: 新民, 新民乡) är en socken i Kina. Den ligger i provinsen Guizhou, i den sydvästra delen av landet, omkring 220 kilometer sydväst om provinshuvudstaden Guiyang. Antalet invånare är 29614. Befolkningen består av 14 195 kvinnor och 15 419 män. Barn under 15 år utgör 26,0 %, vuxna 15-64 år 63 %, och äldre över 65 år 9,0 %.